# Petosiris
Petosiris (Πετόσιρις) va ser un sacerdot i astròleg egipci que va viure cap al segle v aC. Al segle iv aC la seva tomba, situada a la necròpolis de Tuna-al-Djebel, era objecte de peregrinacions i se li rendia culte.

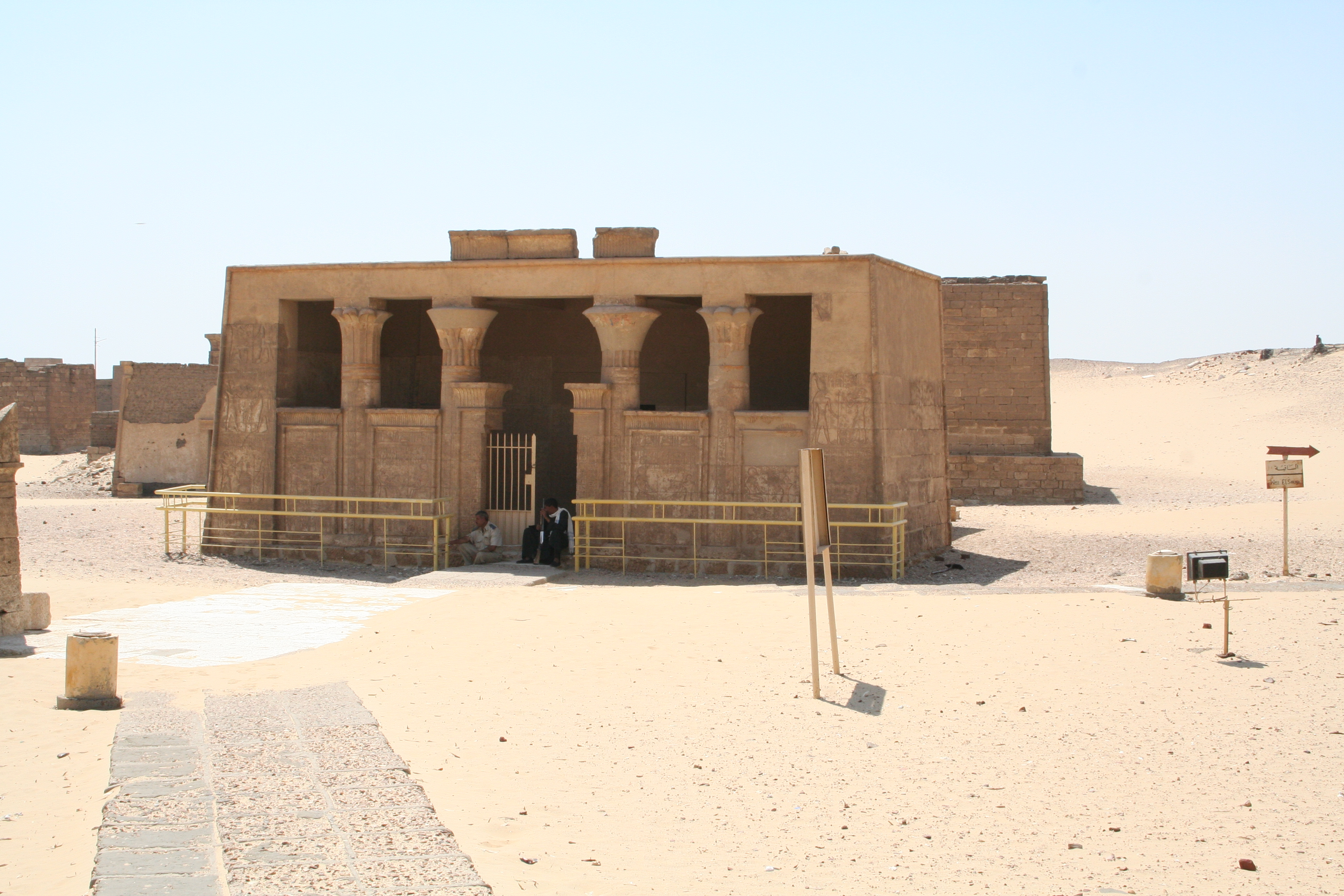
Tomba de Petosiris

És considerat un dels fundadors de l'art de l'astrologia. A Suides es diu que va escriure una obra sobre la manera d'adorar els déus, una obra d'astrologia i també un llibre sobre els misteris egipcis.
Del segle ii aC es conserva un text que porta per nom "Nequepso-Petosiris", considerat fonamental per conèixer l'astrologia neoegípcia, i que s'atribueix al faraó Nequepsos, citat per Manetó, que probablement seria Necó II, de la XXVI dinastia, i al sacerdot Petosiris. En realitat és una compilació de textos hermètics escrita en grec a Alexandria cap a l'any 150 aC, i redactada de forma profèticament fosca, cosa que va provocar moltes dificultats interpretatives. L'obra recull el patrimoni astrològic de Babilònia i l'antic Egipte, intercalant elements de la ciència grega, sobretot l'ordenació dels planetes segons la duració de les seves revolucions. Es creu que l'atribució a Necó i a Petosiris va ser deguda al prestigi d'aquests personatges.